# Thrasya thrasyoides
Thrasya thrasyoides är en gräsart som först beskrevs av Carl Bernhard von Trinius, och fick sitt nu gällande namn av Mary Agnes Chase. Thrasya thrasyoides ingår i släktet Thrasya och familjen gräs. Inga underarter finns listade i Catalogue of Life.